# Pygmaeothamnus zeyheri
Pygmaeothamnus zeyheri là một loài thực vật có hoa trong họ Thiến thảo. Loài này được (Sond.) Robyns miêu tả khoa học đầu tiên năm 1928.